# Jusuf Vrioni
Jusuf Vrioni (geboren 16. März 1916 auf Korfu, Griechenland; gestorben 1. Juni 2001 in Paris) war ein albanischer Diplomat und Übersetzer.

## Leben
Jusuf Vrioni war ein Sohn des albanischen Politikers Iliaz Vrioni. Er lebte zunächst in Berat. Sein Vater war zeitweise albanischer Außenminister und auch Botschafter in Frankreich, er starb 1932. Vroni wuchs ab 1925 in Paris auf und absolvierte das Lycée Janson de Sailly. Danach studierte er an der École des hautes études commerciales de Paris (HEC) und am Sciences Po. Nach der italienischen Besetzung Albaniens 1939 wohnte er in Rom und nach der Italienischen Kapitulation 1943 im deutsch besetzten Tirana.  
Vrioni wurde am 13. September 1947 von den albanischen Kommunisten verhaftet und 1950 zu 15 Jahren harter Zwangsarbeit verurteilt. Im Jahr 1958 wurde er entlassen und erhielt Hausarrest in der Stadt Fier. Ab 1960 durfte er dank seiner Fremdsprachenkenntnisse als Übersetzer in Tirana arbeiten. In den Folgejahren übersetzte er Werke des Führers Enver Hodscha ins Französische. Daneben Literatur aus dem Albanischen ins Französische, wobei sein Name von der albanischen Zensur bis in die 1980er Jahre nicht preisgegeben wurde. Er übersetzte auch Werke von Ismail Kadare, was überhaupt erst die Grundlage für dessen Bekanntwerden in Westeuropa wurde. Seine Rückfragen bei Kadare führten häufig vor der Übersetzung noch zu Textänderungen, sodass die französischen Übersetzungen stellenweise auch eine autorisierte Neufassung des Urtextes sind. David Bellos’ Übertragungen ins Englische beruhen auf den französischen Fassungen.
Nach dem Sturz der kommunistischen Regierung in Albanien 1990 arbeitete Vrioni für das albanische Helsinki-Komitee für Menschenrechte. Während der Unruhen in Albanien im Jahr 1997 ging Vrioni nach Paris und war von 1998 bis 2001 albanischer Vertreter bei der UNESCO. Da Kadare ebenfalls nach Frankreich geflohen war, setzten sie hier die gemeinsame Übersetzungsarbeit fort. 
In Frankreich wurde Vrioni 1998 zum Ritter der Ehrenlegion ernannt. Postum wurde er Ehrenbürger von Berat, und es wurde in Tirana eine Straße nach ihm benannt. Von der albanischen Regierung wurde ein Übersetzerpreis mit seinem Namen ausgelobt.

## Schriften
- mit Éric Faye: Mondes effacés, souvenirs d'un Européen. Paris : JC Lattès, 1998

Übersetzungen (Auswahl)
- Chronique de la ville de pierre : roman („Kronikë në gur“, 1971),  Paris : Fayard
- Avril brisé  („Prilli i thyer“, 1980). Paris : Fayard